# Luiz Alves de Mattos
Luiz Alves de Mattos (São Paulo, 12 de novembro de 1907 — 6 de agosto de 1980) foi um professor, escritor e educador brasileiro, diretor do Instituto de Estudos Avançados em Educação (IESAE), idealizador e diretor do Colégio de Aplicação da Faculdade Nacional de Filosofia, atual Universidade Federal do Rio de Janeiro, onde atuou como professor de Didática Geral e Especial. Ao longo de sua trajetória, se destacou pela preocupação com a formação de professores e a Didática.

## Biografia
Luiz Narcizo Alves de Mattos nasceu na cidade de São Paulo em 12 de novembro de 1907. Filho dos imigrantes portugueses Antônio Alves de Mattos e Augusta Ribeiro dos Santos e neto paterno de Manoel Alves de Mattos e Marianna Alves de Mattos. Realizou seus estudos no Colégio São Bento devido ao trabalho de seu pai como jardineiro no Seminário da Glória. Mattos se destacou desde criança como excelente aluno e, ao terminar o curso secundário, ingressou na vida religiosa no Convento de São Bento.
Em 1924, aos 17 anos, iniciou seus estudos superiores em Filosofia e Teologia na Ordem de São Bento, no Rio de Janeiro. Quando terminou seu curso, em 1926, Dom Xavier de Mattos (seu nome religioso da Ordem de São Bento) foi indicado para prosseguir seus estudos na Catholic University of America (Universidade Católica da América) em Washington, Estados Unidos. Nessa universidade, aprimorou seus conhecimentos relacionados a teologia e educação e recebeu os títulos de Bacharel em Teologia pela School of Sacred Sciences, Bacharel em Cânones pela School of Canon Law, Licenciado e Doutor em Teologia pela School of Sacred Sciences e Mestre em Educação pela School of Philosophy. Quando esteve nos Estados Unidos, ministrou cursos de verão para professores secundários do Catholic Teacher's College do Athenaeum of Ohio, localizado na cidade de Cincinnati. Mattos dominava o latim, grego, francês, alemão, espanhol, inglês e italiano e era conhecido como "metralhadora latina".
Em 1932, retornou ao Brasil e se dedicou à igreja e às atividades relacionadas ao magistério. Participou da fundação da Faculdade de Filosofia, Ciências e Letras de São Bento, da qual foi catedrático de Psicologia Educacional e Metodologia e reitor entre 1936 e 1939. Também fez parte da organização da Faculdade de Filosofia, Ciências e Letras Sedes Sapientiae de São Paulo e lá foi catedrático de Psicologia Educacional e Sociologia Educacional entre 1933 e 1937. Também foi vice-diretor da Ação Social Católica de São Paulo entre 1934 e 1937. Em 1938 realizou seu pedido de laicização para se casar com Dora Kulmann.
Após ser dispensado da vida religiosa, foi para o Rio de Janeiro onde aprimorou seu ofício de organizador e administrador de instituições de ensino superior. Nesse período, a educação brasileira passou por um movimento que buscava inovação a partir do qual ocorreram diferentes reformas educacionais e foram criadas a Universidade de São Paulo em 1934, a Universidade do Distrito Federal (1935), onde Luiz Alves de Mattos foi professor catedrático de Filosofia Educacional e História da Educação entre 1938 e 1939, e a Universidade do Brasil (1937), na qual Mattos atuou como professor titular de Didática Geral e Especial da Faculdade de Filosofia entre 1939 a 1972.
Com a criação das primeiras faculdades de filosofia, surgiu a necessidade de se investir na formação de professores e melhorar a qualidade do ensino. Além disso, devido à modernização da sociedade brasileira no pós-30, a passagem gradativa da economia agrária para a economia industrial e a expansão das ideias da Escola Nova, nasce a ideia da criação dos colégios de aplicação, onde se poderia colocar em prática as concepções escolanovistas. Luiz Alves de Mattos fez parte dos educadores que lutaram por esses espaços e, após o Decreto-Lei 9.053 de 1946, que garantia a obrigatoriedade da existência de um colégio de aplicação junto às faculdades de filosofia, participou, em 1946, da criação do primeiro colégio de aplicação do Brasil: o Colégio de Aplicação da Faculdade Nacional de Filosofia da então Universidade do Brasil, hoje conhecido como CAp-UFRJ. Nesse colégio, Mattos exerceu o cargo de diretor desde sua fundação até 1965. No livro Intelectuais e guerreiros, Alzira Alves de Abreu enfatizou sua importância na criação e na manutenção da identidade do colégio, a sua preocupação com a boa formação dos professores e as altas exigências para seleção dos alunos.
A partir da criação do CAp, Mattos ingressou nos quadros da Fundação Getúlio Vargas, onde atuou no Departamento de Ensino. Organizou e se tornou o primeiro diretor de outras instituições de ensino pertencentes à Fundação: a Escola Brasileira de Administração Pública (Ebap), onde desenvolveu um trabalho importante, o Colégio Nova Friburgo, um colégio experimental que buscava implantar o método desenvolvido por Henry Morrison, o Instituto de Estudos Avançados em Educação, a Escola Interamericana de Administração Pública (Eiap), Instituto Brasileiro de Administração e Escola de Administração de Empresas (Eaesp).
Durante o ano de 1949 o professor Luiz Alves de Mattos fez uma viagem aos Estados Unidos para conhecer instituições de Administração. Visitou 27 instituições e fez relatórios detalhados sobre elas. Sua segunda esposa, Dora Alves Mattos, visitou escolas de segundo grau também pensando na organização de instituições, mas nesse caso, do Colégio Nova Friburgo. Este colégio foi inaugurado em 1950 e dispunha de instalações excelentes. Funcionava como internato e reunia em suas práticas modernas técnicas de ensino. Foi um colégio importante nas décadas de 1950 e 1960, mas fechou em 1977, devido a dificuldades financeiras. Depois dessa viagem, e de acordos da FGV com Benedicto Silva e Martinez Cabañas, representantes da ONU, e com o professor Adiseshheah, da Unesco, a FGV iniciou seus cursos de administração em março de 1951, em colaboração com a ONU. A partir de abril de 1952, sob a direção de Luiz Alves de Mattos, a EBAP tornou-se a primeira escola de graduação em Administração Pública da América Latina. Em maio de 1962 o curso foi reconhecido pelo Ministério da Educação.
Mattos também foi docente de diferentes cursos de aperfeiçoamento das instituições: Iesp/Mec, na área de Organização e Administração Escolar (1947-1963), Ministério da Guerra/Estado Maior e Escola de Serviço Público do Dasp, ambos na área de Didática. Além dessas instituições, também atuou como redator-chefe da revista Escola Secundária, publicada pela Cades da Diretoria do Ensino Secundário do Ministério da Educação de 1957 a 1963, e membro do Conselho Superior da Capes entre 1951 e 1963.
O professor Luiz Alves de Mattos ainda realizou diversas viagens técnicas para aprimorar seus conhecimentos em torno da Didática, educação e da administração pública e escolar, promovendo intercâmbios entre as instituições internacionais e brasileiras.
Luiz Alves de Mattos faleceu no Rio de Janeiro em 6 de agosto de 1980.

## Colégio de Aplicação
O Colégio de Aplicação da Faculdade Nacional de Filosofia (atual CAp - UFRJ) criado em 1948 e dirigido por Mattos até 1965, era uma instituição moderna, no tocante às práticas de ensino, e considerada como “um colégio de vanguarda, um colégio com técnicas experimentais”, de acordo com com Alzira de Abreu em seu livro, Intelectuais e Guerreiros (1992), sobre a criação do colégio. O colégio buscava aprimorar a prática de ensino dos estudantes de licenciatura e o aperfeiçoamento dos professores regentes. A história do professor Mattos e do CAp estão intrinsecamente relacionadas com sua obra, uma vez que os corpos docente e discente conviveram imbuídos das concepções de renovação pedagógica que o educador tratava em seus escritos.
No Colégio de Aplicação, Mattos conseguiu criar um polo de formação. O que antes era realizado em colégios fora da Faculdade Nacional de Filosofia passou a ser feito no CAp a partir de sua criação em 1946. Mattos recebia mais de cem licenciados da FNFi para o estágio de Didática. Dessa forma, o Colégio se constituiu como laboratório experimental das pesquisas no campo da educação secundária e foi fundamental para a revolução das práticas escolares. Para isso, o CAp recebeu autorização do Ministério da Educação, pois as reformulações educacionais  e na seriação do currículo se diferenciavam de alguns aspectos da Lei Orgânica do Ensino de 1942. Outra iniciativa importante foi a das classes experimentais. Estas classes eram espaços com recursos audiovisuais e reduzido número de alunos. A ideia das classes experimentais modificava muitas práticas escolares arraigadas à escola, como o novo modo de avaliação, que consistia em conceitos (excelente, bom, etc.), diferente da atribuição de notas. No entanto, as classes experimentais eram um grupo seleto, escolhidos mediante a classificação de desempenho, o que fazia com que os alunos criassem rivalidade entre eles. Cabe ressaltar os efeitos negativos que este enfoque exacerbado na renovação das técnicas provocou. Os professores foram os mais atingidos, pois na busca de professores criativos, aqueles que eram contratados não tinham estabilidade, sendo seus contratos verbais e com duração de três anos, passíveis de renovação.
Durante a ditadura militar o Colégio de Aplicação passou a sofrer pressão da censura oficial, o que causou o afastamento de Mattos. Apesar disso, de acordo com Xavier & Mogarro, "o destaque alcançado por este colégio na cena educacional da cidade do Rio de Janeiro ainda hoje se mantém".

## RevistaEscola Secundária
A revista Escola Secundária, da qual foi redator-chefe, foi um veículo de divulgação da Campanha de Desenvolvimento do Ensino Básico do Ministério da Educação. Além disso, teve muitos colaboradores ativos como regentes no Colégio de Aplicação, e segundo Rita de Cássia Frangella, tornou-se o "pólo irradiador das experiências implementadas no CAp, com a intenção explícita de difundir e tornar cotidiano o uso das técnicas e métodos lá aplicados", e por este motivo, "o CAp vê sua ação amplificada através da revista". E mais: 
"Ao analisar a produção da Revista Escola Secundária, é possível argumentar que, como instância formadora, a revista envolve mais do que conhecimentos teóricos necessários à atuação profissional. Através dela, significa-se a própria atuação docente, formando condutas, valores, normas e sentidos sobre a prática a ser exercida. Nesta orientação, mais do que conhecimentos pedagógicos, é instituída uma identidade, legitimando as formas de atuação deste professor. [...] O aparato discursivo da revista pode ser visto como elemento de um projeto de construção de uma cultura nacional que tem, na sua pauta de ações, a formação de professores como item privilegiado".

## Didática e prática pedagógica

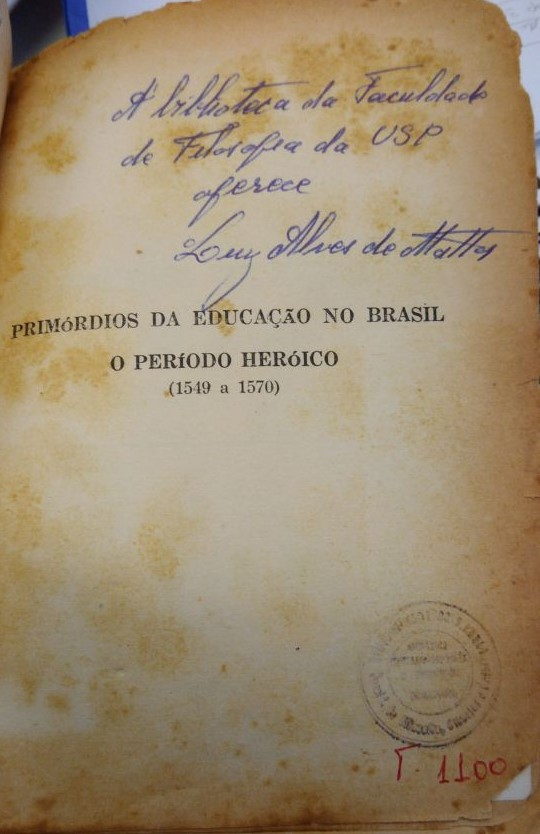
Dedicatória de Luiz Alves de Mattos à Biblioteca da Faculdade de Filosofia da USP contendo sua assinatura

Além da sua importante atuação institucional, Mattos se destacou pela sua contribuição à educação através dos manuais pedagógicos que publicou, construindo, segundo Vivian da Silva, "uma importante trajetória no fortalecimento da Didática Experimental". Teve entre suas influências John Dewey, Lourenço Filho, Anísio Teixeira e teóricos da Escola Nova em geral, além de outros educadores como Comenius, Friedrich Fröbel, Maria Montessori e Johann Heinrich Pestalozzi. Sua formação católica deixou uma forte marca em sua interpretação dos princípios da Escola Nova.
O professor Mattos prezava pela formação docente e pela Didática. Os livros que escreveu utilizaram como base não apenas seus conhecimentos teóricos, mas também sua atividade profissional. Quando ministrava seus cursos na Faculdade Nacional de Filosofia, fazia registros das aulas e do desenvolvimento de seus alunos, além de animá-los a registrar sua prática pedagógica nos estágios.
Em seus livros estabeleceu pontos comuns entre a teoria e a prática e ofereceu aos seus leitores o acesso aos temas constitutivos da Didática, focando em aspectos mais imediatos da prática pedagógica. Nos seus escritos trabalhou principalmente com a Didática Moderna que, de acordo com ele, era um postulado de Gilbreth de que há diversas maneiras de se realizar qualquer tarefa, sendo uma sempre a melhor e mais eficiente a depender das circunstâncias e recursos que se apresentam.
O Sumário de Didática Geral (1957) teve recepção muito positiva, recebendo 17 edições até 1975, sendo uma das obras didáticas que teve maior circulação no período, amplamente utilizado nos cursos superiores de formação de professores, considerado na época uma das obras mais representativas no campo da Didática. Foi um de seus manuais que mais discutiu essas questões a partir de orientações e técnicas de ensino. Na discussão proposta, Mattos destaca a importância de conhecer e aplicar novos procedimentos e recursos para a sala de aula através da moderna técnica didática. No entanto, comenta que o professor deve organizar seu próprio método respeitando as exigências reais de seus alunos. Inspirado também por John Dewey, defendia que a educação consistia na valorização do educando e na sua integração social pela vida democrática e pela assimilação gradativa dos grandes valores da cultura humana.
Em A linguagem didática no ensino moderno (1956) aborda a matéria prevista nos planos de estudos da disciplina Didática Geral da Faculdade Nacional de Filosofia e temas previstos em Escolas Normais e Institutos de Educação. Segundo Silva & Vieira, "é uma fonte valiosa já estudada em pesquisas da área para interrogar sobre o que os professores sabem de determinados tópicos do programa dos cursos que fizeram, em especial dos tópicos feitos para ensinar a ensinar". É uma obra representativa de uma preocupação comum a vários outros manuais pedagógicos publicados no período, voltando-se sobretudo para o trabalho a ser desenvolvido pelos professores em sala de aula, um espaço concebido como o local de concretização do projeto de homogeneização e racionalização do ensino moderno. Ao longo do texto é constante a preocupação com a linguagem empregada nas aulas, um instrumento mediador fundamental entre o saber do professor e a compreensão do aluno. Na obra, Mattos explica: "A linguagem serve de recurso intermediário entre a experiência acumulada pela humanidade em termos de cultura de um lado, e a psicologia dos alunos de outros, com as limitações decorrentes de sua imaturidade. [...] De fato, existe uma linguagem tipicamente didática que se distingue, tanto do linguajar vulgar, pouco disciplinado e incorreto, como do estilo solene e formalizado de parenética e da grande arte oratória. A linguagem didática situa-se a meio termo entre estes dois extremos". Segundo o autor, a linguagem deve atender a vários requisitos para ser eficiente: (1) clara, simples e acessível; (2) sóbria, direta e incisiva; (3) exata e precisa; (4) gramaticalmente correta; (5) bem articulada e enunciada com boa dicção; (6) natural e fluente, sem precipitação; (7) animada, expressiva e por vezes enfática; (8) dotada de bom volume de voz e bom timbre.
Para Mattos, ensinar com boa técnica significava sondar previamente a personalidade e o preparo básico dos alunos, planejar a partir daí seu trabalho, incentivar os alunos para uma aprendizagem que desenvolva sua inteligência e personalidade, orientar e assistir os alunos em atividades apropriadas para a assimilação dos conhecimentos. Nesse sentido, defendia que o professor moderno tinha o dever de procurar aperfeiçoar sempre sua técnica docente e trabalhar para torná-la eficiente no contato diário com seus alunos.

## Obras
Sua produção escrita é voltada basicamente para a formação de professores e alunos. Podemos destacar os manuais:
- O quadro-negro e sua utilização no ensino (1954);
- Súmulas de Didática Geral (1956);
- Sumário de Didática Geral (1957) - reeditado 17 vezes e traduzido para a língua espanhola pela editora Kapeslusz de Buenos Aires;
- Os objetivos e o planejamento do ensino (1957);
- A linguagem didática no ensino moderno (1960) - traduzido para a língua espanhola pela editora Librería del Colegio;
- O conceito da experiência na filosofia, na educação e no ensino (1961).

Também deixou uma obra de historiografia, Primórdios da educação no Brasil: o período heroico (1549-1570) (1958), assiduamente usada como referência em trabalhos sobre o período colonial. Nela analisou os princípios educativos empregados no país nas primeiras décadas da colonização, em relação ao contexto intelectual, econômico e social, enfocando principalmente a atuação dos jesuítas: os colégios de meninos da Bahia e de São Vicente; o plano educacional de Manoel da Nóbrega e a oposição da Companhia e da Corte; a obra de Vicente Rijo e a de José de Anchieta, e outras questões pertinentes à cultura colonial. De acordo com Fátima Maria Neves, sua obra contribuiu para que o campo da História da Educação adquirisse status e autonomia no Brasil.